# Distrito de Carampoma

Provincia de Huarochirí en el Departamento de Lima, Perú

El Distrito de Carampoma es uno de los treinta y dos distritos de la provincia de Huarochirí, ubicada en el Departamento de Lima, bajo la administración del Gobierno Regional de Lima-Provincias.
Dentro de la división eclesiástica de la Iglesia Católica del Perú, pertenece a la Prelatura de Yauyos

## Historia
Carampoma, junto a San Juan de Matucana, Santa María de Jesús de Huarochirí, San Mateo de Huanchor, Santa Eulalia, el asiento minero de Yauli, San Pedro de Casta, San Lorenzo de Quinti, San Damián, San José de Chorrillos y Santo Domingo de los Olleros, fue uno de los once distritos que conformaron la provincia de Huarochirí creada por decreto el 4 de agosto de 1821, durante el Protectorado del Libertador José de San Martín. 

## Geografía
Abarca una superficie de 234,21 km² y tiene una población aproximada de 1 800 habitantes.

## División administrativa

### Centros poblados
- Urbanos
  - Carampoma, con 1 101 hab.
- Rurales

## Autoridades

### Municipales
2023-2026
Alcalde: Roberto Germán Curi Villarroel, Partido Movimiento Regional Unidad Cívica Lima
- 2015 - 2018[3]
  - Alcalde: Julio Manfredo Hilario Ludeña, Partido Fuerza Popular (K).
  - Regidores: Pedro Doroteo Julián Villarroel (K), Liliana Nilda Riquez Villarroel (K), Leonarda Lizet Salguedo Villarroel (K), Pablo Eugenio Vega Villarroel (CDR), Teodoro Lucas Huamán Capcha (CDR).
- 2011 - 2014[4]
  - Alcalde:  Lucio Pedro Julca Mateo, Movimiento Concertación para el Desarrollo Regional (CDR).[5]
  - Regidores: Andrés Avelino Carlos Villarroel (CDR), Liz Elsa Chuquillanqui Huamalies (CDR), Reina Milagros Curi Villarroel (CDR), Ángela Maura Huamalies Salguedo (CDR), Hipólito Clifor Herrera Salguedo (Alternativa Huarochirana)-
- 2007 - 2010[6]
  - Alcalde: Lucio Pedro Julca Mateo, Partido Siempre Unidos.
- 2003 - 2006
  - Alcalde: Julio Manfredo Hilario Ludeña, Movimiento independiente Desarrollo Huarochirano.
- 1999 - 2002
  - Alcalde: Julio Manfredo Hilario Ludeña, Movimiento independiente Reconstrucción Huarochirana.
- 1996 - 1998
  - Alcalde: Julio Manfredo Hilario Ludeña, Lista independiente N° 11 Alternativa Huarochirana.
- 1993 - 1995
  - Alcalde: Marcelo León Macuri, Alianza Izquierda Unida.
- 1987 - 1989
  - Alcalde: Melecio Bernardo Capcha Justo, Alianza Izquierda Unida.
- 1984 - 1986
  - Alcalde: Guillermo Aquino Ramos, Partido Aprista Peruano.
- 1981 - 1983
  - Alcalde: Toribio Armas León, Partido Aprista Peruano.

### Policiales
- Comisaría de Carampoma
  - Comisario: Mayor PNP.[7]

### Religiosas
- Prelatura de Yauyos[8]
  - Obispo Prelado: Mons. Ricardo García García.
- Parroquia[9]
  - Párroco: Pbro.

## Educación

### Instituciones educativas
- I.E.

## Turismo
Entre los atractivos turísticos esta indudablemente su paisaje serrano, andino profundo y su cielo estrellado que permite observaciones astronómicas y su hermoso y ordenado pueblo con calles empedradas y grandes vistas del entorno. El geógrafo huarochirano D. López Mazzotti describe sus andenerías centenarias que aún están en uso, la posibilidad de observar cóndores desde la ciudad misma y, sobre todo, el paisaje desde su mirador. Sin embargo, el mismo López considera que sus mejores atractivos son los naturales como el «Bosque de Japani», formado por queñuales y donde aún pueden verse osos de anteojos y pumas, la «cascada que vuela», una cascada de poca agua en una quebrada con tanto aire que sus aguas no llegan a tocar el piso y es levantada por la corriente en miles de gotitas.